# اتفاقية السلام بين أرمينيا وأذربيجان
اتفاقية السلام بين أرمينيا وأذربيجان هي اتفاقية بين البلدين لإنهاء نزاع ناغورنو كاراباخ الذي استمر 37 عامًا. وُقّعت الاتفاقية في أغسطس/آب 2025 بعد أن اتفق الطرفان على جميع بنودها، بهدف تحقيق سلام واستقرار دائمين في المنطقة. وتضمنت بنودًا تتعلق بترسيم الحدود، والتعاون الأمني، وخطوات نحو تطبيع العلاقات بين البلدين.
تضمّن جزء من الاتفاقية منح الولايات المتحدة حقوقًا حصرية لتطوير ممر زانجيزور، الذي أطلقت عليه الحكومة الأمريكية اسم "طريق ترامب للسلام والازدهار الدوليين" (TRIPP)، على مدى 99 عامًا قادمة، بهدف ربط جمهورية نخجوان الأذرية المتمتعة بالحكم الذاتي ببقية أذربيجان دون الحاجة إلى نقاط تفتيش عبر أرمينيا التي تفصل أراضيها بين نخجوان وأذربيجان.
بالإضافة إلى الهدف المباشر، سيسمح إكمال الممر بمرور الأفراد والبضائع من أوروبا إلى أذربيجان وآسيا الوسطى عمومًا دون الحاجة إلى المرور عبر روسيا أو إيران. ولذلك، ورغم دعمها للاتفاق في البداية، هددت إيران بخطط لعرقلة إقامة الممر.

## خلفية
بدأ صراع كاراباخ بين أذربيجان وأرمينيا في عام 1988. واستعادت أذربيجان السيطرة على الأراضي المتنازع عليها والمناطق المحيطة بها في عامي 2020 و2023.
وفي أكتوبر/تشرين الأول 2022، أعلن الاتحاد الأوروبي عن إرسال بعثة مدنية إلى أرمينيا للمساعدة في ترسيم الحدود بين أرمينيا وأذربيجان. هدفت هذه البعثة إلى دعم المفاوضات السلمية، وتقديم المساعدة الفنية في ترسيم الحدود، وتعزيز الاستقرار في المنطقة في ظل تجدد التوترات.
في 13 مارس 2025، أُعلن أن الطرفين قد اتفقا على جميع شروط اتفاقية السلام. ووصف وزير الخارجية الأمريكي ماركو روبيو هذا الإعلان بأنه "تاريخي"، بينما أشارت إليه الممثلة العليا للاتحاد الأوروبي كايا كالاس بأنه "خطوة حاسمة".

## اتفاق السلام الذي توسطت فيه الولايات المتحدة
في أغسطس/آب 2025، استضافت الولايات المتحدة في البيت الأبيض حفل توقيع الاتفاقية التي تضمنت بنودًا تتعلق بممر العبور الاستراتيجي بين أرمينيا وأذربيجان. وحضر الحفل الرئيس الأمريكي دونالد ترامب، ورئيس الوزراء الأرميني نيكول باشينيان، والرئيس الأذربيجاني إلهام علييف. ومثّلت هذه الاتفاقية إنجازًا هامًا في عملية السلام.
وافقت أرمينيا على منح الولايات المتحدة حقوقا حصرية خاصة بتطوير أرض ممر زانجيزور لمدة 99 عامًا. وستؤجِّر الولايات المتحدة أرض الممر على طول 43 كم لاتحاد شركات سيُطوّر خطوط سكك حديدية ونفط وغاز وألياف بصرية، بالإضافة إلى إمكانية نقل الكهرباء. ووصفت حكومة الولايات المتحدة الممر بمصطلح "طريق ترامب للسلام والازدهار الدوليين" (TRIPP).

## الأهمية الجيوسياسية
سوف يربط الممر جمهورية أذربيجان بمنطقة نخجوان الأذرية، التي تفصل بينهما مسافة 32 كبلومترًا. واحترامًا للسيادة الأرمينية، سيخضع الممر للقانون الأرميني. ومن المتوقع أن يعزز هذا الرابط علاقات أذربيجان بتركيا من خلال توفير طريق مباشر بينهما.
وسيسمح هذا الممر بنقل الأفراد والبضائع بين تركيا وأذربيجان، وما وراءهما، إلى آسيا الوسطى دون المرور عبر إيران أو روسيا.وصرح مسؤول أمريكي لموقع أكسيوس أن الهدف الرئيسي للولايات المتحدة من هذا المشروع التنموي هو الحد من نفوذ إيران وروسيا والصين في منطقة جنوب القوقاز.
وعلى هذا الأساس، هددت إيران بعرقلة خطة ترامب للسلام والازدهار الدوليين (TRIPP)، مشيرة إلى مخاوف أمنية على الرغم من ترحيبها في وقت سابق باتفاقية السلام الأوسع بين أرمينيا وأذربيجان.

## روابط خارجية
- النص الكامل للإعلان المشترك بين أرمينيا وأذربيجان بوساطة الولايات المتحدة
- نص الاتفاق بين أرمينيا وأذربيجان